# كريستوفر هاريسون
كريستوفر هاريسون (24 مارس 1847 - 23 فبراير 1932) (بالإنجليزية: Christopher Harrison)‏ هو لاعب كريكت بريطاني.